# Арон Вајт
Арон Вајт (енгл. Aaron White; Стронгсвил, Охајо, 10. септембар 1992) амерички је кошаркаш. Игра на позицијама крила и крилног центра.

## Каријера

### Колеџ
Вајт је од 2011. до 2015. године похађао Универзитет Ајове у Ајова Ситију. У дресу Ајова хокајса уписао је 140 наступа, а просечно је по мечу бележио 13,3 поена, 6,4 скокова, 1,4 асистенције и 1,1 украдену лопту. За учинак у сезони 2014/15. награђен је местом у првој постави идеалног тима Big Ten конференције.

### Клупска
Дана 29. јуна 2021. године потписао је двогодишњи уговор са Црвеном звездом. Са Црвеном звездом је у сезони 2021/22. освојио Јадранску лигу, Куп Радивоја Кораћа и првенство Србије.

## Успеси

### Клупски
- Жалгирис:
  - Првенство Литваније (2): 2017/18, 2018/19.
  - Куп краља Миндовга (1): 2018.

- 1939 Канаријас:
  - Интерконтинентални куп (1): 2020.

- Панатинаикос:
  - Првенство Грчке (1): 2020/21.
  - Куп Грчке (1): 2021.

- Црвена звезда:
  - Првенство Србије (1): 2021/22.
  - Јадранска лига (1): 2021/22.
  - Куп Радивоја Кораћа (1): 2022.